# Mangifera indica 'Alphonso'
'Альфонсо' (Mangifera indica 'Alphonso') — сорт манго индийского (Mangifera indica), распространённый в Западной Индии. Один из самых дорогих сортов манго.
По преданию, сорт назван по имени Афонсу д’Албукерки, который первым вывез плоды из Гоа в Европу. У себя на родине этот сорт известен как Haphoos или Aphoos (неправильно переданное имя «Афонсу»).
Растение плодоносит с апреля по май, вес плода — от 150 до 300 грамм. Плоды этого сорта можно увидеть в индийских фруктовых магазинах в самом начале сезона, особенно в период с середины мая до середины июня.
Альфонсо манго известны своей золотисто-шафрановой деликатной мякотью, имеют низкое содержание волокон и кожицу золотого цвета с красным оттенком.
Фрукты и пюре из Альфонсо манго широко используются в приготовлении сорбетов, мороженого, муссов, суфле, макаронов и других десертов.

## Торговля
Ценится на внутреннем и международном рынках за свой вкус, аромат и яркий цвет. Экспортируется в Европу и различные страны, включая Японию, Корею.

### Запреты на импорт
Запрет на импорт индийских манго, в том числе сорта Альфонсо, введенный в 1989 году Соединенными Штатами, был снят только в апреле 2007 года. Однако перед ввозом в страну манго нужно обработать, чтобы предотвратить ввоз неместных видов плодовых мух, губительные грибов и любых других вредителей, которые могут нанести вред американскому сельскому хозяйству. Европейский союз ввел запрет на импорт манго в апреле 2014 года, после обнаружения «неевропейских плодовых мушек» в некоторых партиях, что создавало серьезную угрозу для салатных культур Великобритании. В январе 2015 года Европейская комиссия сняла запрет только после значительных улучшений в системе экспорта индийского манго.